# علی‌آباد شرقی
 علی‌آباد شرقی، روستایی از توابع بخش مرکزی شهرستان زنجان در استان زنجان ایران است.نام اولیه و اصلی آن تازه کند (تزه کند) بوده و اکنون نیز اهالی منطقه از این نام استفاده می کنند. روستای تازه کند دارای آب و هوای ییلاقی است و در فصل بهار میزبان گردشگرانی از نقاط مختلف شهرستان زنجان و طارم است. شغل اهالی روستا اکثرا دامداری است و بعضی از سکنه در کنار دامداری به کشت یونجه می‌پردازند. بیشتر اهالی روستا به شهرهای همجوار از جمله زنجان و طارم کوچ کرده و تعداد خانوار کمتری به شکل دائم در روستا سکونت دارند.

## جمعیت
این روستا در دهستان بناب قرار دارد و براساس سرشماری مرکز آمار ایران در سال ۱۳۸۵، جمعیت آن ۱۳۵ نفر (۲۸خانوار) بوده‌است.